# Diglyphus funicularis
Diglyphus funicularis är en stekelart som beskrevs av Muhammad Sharif Khan 1985. Diglyphus funicularis ingår i släktet Diglyphus och familjen finglanssteklar. Inga underarter finns listade i Catalogue of Life.